# Бунар (филм)
„Бунар” је југословенски кратки филм из 1982. године. Режирао га је Хусеин Дукај који је написао и сценарио.

## Улоге
| Глумац             | Улога        |
| ------------------ | ------------ |
| Тихомир Арсић      |              |
| Гојко Балетић      | Члан партије |
| Ненад Ћирић        |              |
| Горан Даничић      |              |
| Никола Којо        |              |
| Тома Курузовић     |              |
| Миленко Павлов     |              |
| Енвер Петровци     |              |
| Феђа Стојановић    | Брадоња      |
| Љубивоје Тадић     |              |
| Танасије Узуновић  | Немац        |
| Бранко Видаковић   |              |
| Бранислав Зеремски | Павле        |